# Сан-Сальвадор (департамент, Энтре-Риос)
Департамент Сан-Сальвадор  (исп. Departamento de San Salvador) — департамент в Аргентине в составе провинции Энтре-Риос.
Территория — 1282 км². Население — 17357 человек. Плотность населения — 13,50 чел./км².
Административный центр — Сан-Сальвадор.

## География
Департамент расположен на востоке провинции Энтре-Риос.
Департамент граничит:
- на севере — с департаментом Федераль
- на востоке — с департаментом Конкордия
- на юге — с департаментом Колон
- на западе — с департаментом Вильягуай

## Административное деление
Департамент включает 2 муниципалитета:
- Сан-Сальвадор
- Хенераль-Кампос

## Важнейшие населенные пункты[3]
| № | Населённый пункт | Населённый пункт (исп.) | Категория | Население чел. (2010) | На карте                        |
| - | ---------------- | ----------------------- | --------- | --------------------- | ------------------------------- |
| 1 | Сан-Сальвадор    | San Salvador            | город     | 12733                 | 31°37′27″ ю. ш. 58°30′21″ з. д. |
| 2 | Хенераль-Кампос  | General Campos          | город     | 2994                  | 31°31′25″ ю. ш. 58°24′21″ з. д. |